# 和田裕行
和田 裕行（わだ ひろゆき、1970年〈昭和45年〉10月14日 - ）は、日本の政治家、実業家。元滋賀県彦根市長（1期）、彦根党共同代表。

## 来歴
滋賀県彦根市出身。滋賀県立彦根東高等学校、慶應義塾大学理工学部管理工学科卒業。
1997年（平成9年）、映画の衣装や小物のレプリカ製作と販売を行う「マックス・ケイディ」を創業。
2005年（平成17年）4月24日に行われた彦根市長選挙に立候補。元市長で弁護士の獅山向洋、元県議の大久保貴と戦うも次点で落選。
※当日有権者数：82,943人 最終投票率：47.19%（前回比：pts）
| 候補者名 | 年齢 | 所属党派 | 新旧別 | 得票数   | 得票率 | 推薦・支持 |
| -------- | ---- | -------- | ------ | -------- | ------ | ---------- |
| 獅山向洋 | 64   | 無所属   | 元     | 14,926票 | 38.57% |            |
| 和田裕行 | 34   | 無所属   | 新     | 13,838票 | 35.75% |            |
| 大久保貴 | 41   | 無所属   | 新     | 9,937票  | 25.68% |            |

2009年（平成21年）4月26日に行われた市長選挙に再び挑戦し、得票数3位で落選。
※当日有権者数：85,321人 最終投票率：44.89%（前回比：2.30pts）
| 候補者名 | 年齢 | 所属党派 | 新旧別 | 得票数  | 得票率 | 推薦・支持 |
| -------- | ---- | -------- | ------ | ------- | ------ | ---------- |
| 獅山向洋 | 68   | 無所属   | 現     | 9,675票 | 25.52% |            |
| 大久保貴 | 45   | 無所属   | 新     | 9,636票 | 25.42% |            |
| 和田裕行 | 38   | 無所属   | 新     | 8,644票 | 22.80% |            |
| 辻橋正一 | 61   | 無所属   | 新     | 7,669票 | 20.23% |            |
| 伊藤善規 | 61   | 無所属   | 新     | 2,288票 | 6.03%  |            |

2021年（令和3年）4月25日に行われた市長選挙に三たび立候補。連合滋賀の推薦を受けた現職の大久保貴、元職の獅山向洋を破り初当選した。5月10日、市長就任。
※当日有権者数：90,244人 最終投票率：38.64%（前回比：0.52pts）
| 候補者名 | 年齢 | 所属党派 | 新旧別 | 得票数   | 得票率 | 推薦・支持       |
| -------- | ---- | -------- | ------ | -------- | ------ | ---------------- |
| 和田裕行 | 50   | 無所属   | 新     | 13,903票 | 40.60% |                  |
| 大久保貴 | 57   | 無所属   | 現     | 11,663票 | 34.05% | （推薦）連合滋賀 |
| 獅山向洋 | 80   | 無所属   | 元     | 8,681票  | 25.35% |                  |

2023年（令和5年）1月13日、市議の北川元気と共に市役所で会見し、地域政党「彦根党」を結党したと発表した。代表は北川市議で、和田は共同代表となった。同年4月の統一地方選挙の県議選、同市議選で合わせて5人以上の候補者擁立を目指すとした。
2024年（令和6年）7月7日に行われた東京都知事選挙では、元安芸高田市長の石丸伸二の応援にかけつけた。
同年8月1日、平和堂HATOスタジアムで石丸と公開対談を行い、石丸から「一日彦根市長」の確約を取り付けた。翌2日、石丸は市職員の出迎えを受けて市役所に登庁し、各業務を行った。
2025年（令和7年）4月20日、市長選挙が告示され、和田と元衆議院議員の田島一成が立候補の届出を出した。石丸は7日間の選挙期間のうち4日間、和田の応援に入り、ポスター貼りや街頭宣伝に同行し、演説会に登壇した。選挙期間中の4月23日、石丸が安芸高田市長時代に市議の山根温子をどう喝し名誉毀損で訴えられた裁判で、最高裁の決定により市側の敗訴が確定した。同月27日投開票。和田は田島に僅差で敗れた。裁判敗訴の報道が選挙戦に影響した可能性があることが指摘されている。
※当日有権者数：89,077人 最終投票率：43.24%（前回比：4.6pts）
| 候補者名 | 年齢 | 所属党派 | 新旧別 | 得票数   | 得票率 | 推薦・支持 |
| -------- | ---- | -------- | ------ | -------- | ------ | ---------- |
| 田島一成 | 62   | 無所属   | 新     | 19,514票 | 51.11% |            |
| 和田裕行 | 54   | 無所属   | 現     | 18,669票 | 48.89% |            |

## 市政
- 2021年（令和3年）7月12日、LGBTなど性的少数者のカップルが婚姻に相当する関係にあると認める「パートナーシップ宣誓制度」を同年10月に導入すると発表した[12]。発表どおり10月1日に導入され、滋賀県内の自治体での取り組みは初となった[13][14]。